# Radek Chwieralski
Radek Chwieralski, właściwie Radosław Chwieralski, (ur. 23 sierpnia 1978 w Warszawie) – polski gitarzysta i kompozytor rockowy, aranżer i producent muzyczny.

## Kariera muzyczna
Jedyny syn Ireneusza Chwieralskiego (1949-2021) i Jolanty Załuskiej (1952-1988). 
Gdy Radek Chwieralski skończył 10 lat, jego ojciec – Ireneusz Chwieralski (w latach 70. aktywny gitarzysta – m.in. w zespołach Kameleon, Kolor, Kaffle) – zaszczepił u niego pasję do gitary.
W wieku 14 lat odnosi pierwszy znaczący sukces – wyróżnienie na Ogólnopolskim Festiwalu Piosenki Różnej „Morda”. Kilka lat później rozpoczyna edukację w Prywatnej Szkole Muzyki Rozrywkowej I i II stopnia im. Krzysztofa Komedy w Warszawie. 
W 1999 został uznany przez amerykańską wytwórnię i wydawnictwo Guitar Nine Records jako „undiscovered”. Recenzje jego solowej, jak i zespołowej twórczości pojawiają się m.in. w takich magazynach jak „Estrada i Studio”, „Gitara i Bas + bębny” i „Teraz Rock”.
W 2004 brał udział w nagraniu płyty z wersjami Mazurka Dąbrowskiego „Jak zwyciężać mamy... Polscy artyści w hołdzie Mazurkowi Dąbrowskiego”. Oprócz utworu wykonanego przez Radka na płycie można usłyszeć m.in. Urszulę Dudziak, Kazika, Wojciecha Waglewskiego.
W latach 2002–2005 współpracował z zespołem Analog, z którym wydał dwie płyty „AnalogiA” i „Ulica Wolność”. Na płycie „Ulica Wolność” gościnnie występował Stanisław Sojka.
W latach 2004–2006 współpracował z zespołem Hetman, z którym nagrał album koncertowy „LIVE” oraz album studyjny "Skazaniec”. Wraz z zespołem występował na festiwalu „Taste of Polonia 2005” w Chicago (USA), wykonując utwory związane z góralszczyzną oraz dawną Warszawą.
W 2005 brał udział w koncercie charytatywnym pt. „Jazzmani dla Nowego Orleanu”, który miał miejsce w Teatrze Dramatycznym w Pałacu Kultury i Nauki, podczas którego wykonał m.in. utwór ‘Summertime” przy akompaniamencie fortepianowym z udziałem Andrzeja Urbańskiego (ówczesnego vice-prezydenta Warszawy, a później prezesa Telewizji Polskiej SA).
W 2007 współpracował z Kostkiem Joriadisem w nagraniu płyty „Sen o miłości”. W tym roku również dochodzi do zawiązania zespołu Peter Pan. Liderem zespołu Peter Pan jest Wojtek Szadkowski, znany m.in. z zespołu Collage i Satellite. Pierwsza płyta zespołu Peter Pan „Days” ukazała się w lipcu 2007 roku.
W 2008 brał udział w projekcie Rock Loves Chopin, inspirowanym twórczością Fryderyka Chopina z okazji obchodów 200-lecia urodzin kompozytora. Płyta „Rock Loves Chopin” , gdzie autorem aranżacji (tzw. fantazji) oraz producentem muzycznym jest Radek, ukazała się w czerwcu 2008 roku wydawnictwem Stołecznej Estrady oraz spółki Agora. Nagrania dokonano w studio S-4 Polskiego Radia, gdzie realizatorem dźwięku był Leszek Kamiński, zdobywca ośmiu Fryderyków. Na płycie występują również Jan Borysewicz, Grzegorz i Patrycja Markowscy, Janusz Olejniczak (pianista i interpretator muzyki Chopina), Anna Serafińska, Wojciech Pilichowski, Grzegorz Grzyb i in.
Rock Loves Chopin ma za sobą m.in. występy w Stanach Zjednoczonych, Chorwacji, Szwecji, Chinach, czy we Włoszech oraz oczywiście w Polsce, np. na Wiankach Warszawskich, czy na gali w Teatrze Wielkim w Warszawie z okazji 25-lecia przyznania Nagrody Nobla Lechowi Wałęsie (oraz z okazji 65. urodzin byłego prezydenta). Występowali tam również tacy artyści jak T.Love, Dżem, Edyta Geppert, Krystyna Prońko, Janusz Radek i Lombard.
2010 - Music Master Chopin - to komputerowa gra muzyczna (składająca się z 3-ech części: Rock, Pop, Classic) wydana w 2010 roku przez Bloober Team i CD Projekt we współpracy z Ministerstwem Kultury i Dziedzictwa Narodowego. Gra swoją stylistyką oraz mechanizmem przypomina serię Guitar Hero; zadaniem gracza jest samodzielne wykonanie największych dzieł Fryderyka Chopina w różnorakich aranżacjach i poziomach. Większość aranżacji części Rock oraz Pop, produkcja muzyczna, jak i nagrania partii gitarowych jest dziełem Radka, który współpracuje przy tym projekcie z takimi artystami jak: Edyta Górniak, Ewa Farna, Iwona Węgrowska, Ewelina Flinta, Grzegorz Kupczyk, Paulina Lenda.
W 2012 nagrywa (wydaną w 2013 r.) płytę "Widzę, czuję, jestem" z zespołem Night Rider, którego jest współzałożycielem wraz z Pawłem Kiljańskim oraz Jackiem Zielińskim.
W latach 2013–2015 występował na koncertach autorskich i prowadził pedagogiczną działalność muzyczną. Niezależnie w 2014 roku wraz z grupą Rock Loves Chopin wystąpił podczas koncertu w Arena di Verona we Włoszech.
W 2016 Radek Chwieralski zamieszkał na kilka miesięcy w Stanach Zjednoczonych, gdzie koncertował promując autorskie kompozycje, jak i grając koncerty sławiące muzykę Fryderyka Chopina zarówno dla Polonii, jak i dla Amerykanów, a także pisał muzykę do reklam oraz uczestniczył w jam sessions czerpiąc inspiracje muzyczne m.in. od czarnych bluesmanów. W drugiej połowie tego roku związał się na kilka lat z rockowym zespołem Fabryka, popularyzującym muzykę do tekstów pokolenia Kolumbów, występując m.in. 13-go grudnia w Stoczni Gdańskiej na koncercie pt. „Zapal światło wolności” jako dzień pamięci ofiar stanu wojennego.
W 2018 roku z inicjatywy Ministerstwa Spraw Zagranicznych RP oraz Ambasady RP w Caracas został zaproszony do Wenezueli na cykl koncertów, m.in. w ramach Europejskiego Festiwalu Solistów w Centro Nacional por la Musica (tzw. „El sistema”) z towarzyszeniem orkiestry symfonicznej im. Simona Bolivara. Uprzednio przygotował partytury orkiestrowe oraz wykonywał na gitarze elektrycznej z wymienioną orkiestrą symfoniczną swoje fantazje chopinowskie. W Wenezueli muzyk występował także podczas wydarzeń dyplomatycznych w ambasadach, co zaowocowało wyjątkowo ciepłym przyjęciem przez dyplomatów z całego świata.
W roku 2019 miał m.in. występy z projektem Rock Loves Chopin na międzynarodowym festiwalu w Chinach w Schenzhen, zaś z zespołem Fabryka wydał EPkę pt. "JANEK - pamiętamy!", poświęconą tragedii w kopalni "Wujek".
Rok 2020 przyniósł efekt prac twórczych względem innego polskiego kompozytora w postaci fantazji w 4-ech aktach na temat opery „Halka” Stanisława Moniuszki.
W 2021 roku ukazała się płyta zespołu „Dywizjon” pt. ”Chmury”, poświęcona polskiemu lotnictwu, której Radek był producentem muzycznym i aranżerem, a także gitarzystą.
W roku 2022 Radek Chwieralski napisał muzykę do filmu krótkometrażowego pt. „Szachista”, ponadto był zaangażowany w występy cyklu spektakli pt. „Chopin w Katyniu”, oraz koncertował w kraju ze swoim zespołem „Rock & Chopin”.
W magazynie „Gitarzysta” w dziale „Warsztaty” przez kilka lat prowadził rubrykę „solo”. Stworzył również kompleksową oprawę muzyczną do teleturnieju "Podróż życia".
Obecnie związany jest z zespołami Rock & Chopin, Zdobywcy Pewnych Oskarów, a także prowadzi koncertową działalność solową oraz pedagogiczną.

## Hobby i inne pasje
Nauczył się czytać już w wieku 3-ech lat i już idąc do szkoły podstawowej czytał wiele książek. Wtedy też zafascynowała go astronomia i wszechświat, co było inspiracją do wielu jego późniejszych utworów. 
Niedługo później w ramach pozaszkolnych zajęć w klubie osiedlowym z pasją szlifował umiejętności w tenisie stołowym, co hobbistycznie uprawiał jeszcze wiele lat. 
Pod koniec szkoły podstawowej pochłonęła go ówczesna moda na skateboarding. Wygrywał mniejsze i większe konkursy w tej dziedzinie, do czasu gdy w wieku 15-tu lat podczas wykonywania tricku na deskorolce niefortunnie upadł, łamiąc prawą rękę w nadgarstku, co spowodowało afront względem tego hobby, więc po krótkiej rekonwalescencji w pełni poświęcał się już treningowi gitarowemu. 
Był wychowywany w duchu rodzinnym, gdzie dbano o korzenie i spuściznę, co już w wieku dorosłym ewoluowało do wielkiej pasji - genealogii. Do dziś z pełnym zaangażowaniem i rzetelnością dopomógł wielu osobom przy porządkowaniu drzew genealogicznych, odnajdywaniu i weryfikowaniu przodków. Jest również zapraszany jako prelegent prowadzący wykłady genealogiczne, gdzie ochoczo dzieli się swoją wiedzą i doświadczeniem w tej dziedzinie. 

## Dyskografia
- Różni wykonawcy – ...jak zwyciężać mamy. Artyści polscy w hołdzie Mazurkowi Dąbrowskiego (2004)
- Analog – analogiA (2004)
- Hetman – Live (2005)
- Analog – Ulica Wolność (2005)
- Hetman – Skazaniec (2006)
- Peter Pan – Days (2007)
- Rock Loves Chopin (2008)
- Music Master Chopin (2010)
- Night Rider - Widzę, czuję, jestem (2013)
- Fabryka - JANEK - pamiętamy! (2019)
- Dywizjon - Chmury (2021)

### Inne
- Kostek Joriadis – Sen o miłości (2007) – jako muzyk sesyjny
- Radek Chwieralski – Shorts for sports (2008) – 90 jingli, płyta do celów publishingowych – wydawca: Sony Music Publishing Poland
- Night Rider Symphony - Night Rider Symphony (2010) - jako aranżer/autor fantazji